# Sphaerodactylus molei
Sphaerodactylus molei este o specie de șopârle din genul Sphaerodactylus, familia Gekkonidae, descrisă de Boettger 1894. Conform Catalogue of Life specia Sphaerodactylus molei nu are subspecii cunoscute.

## Galerie

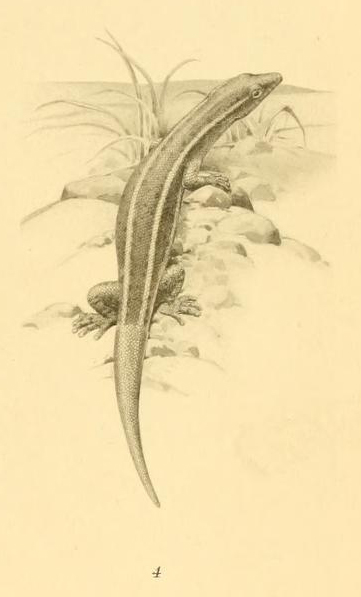
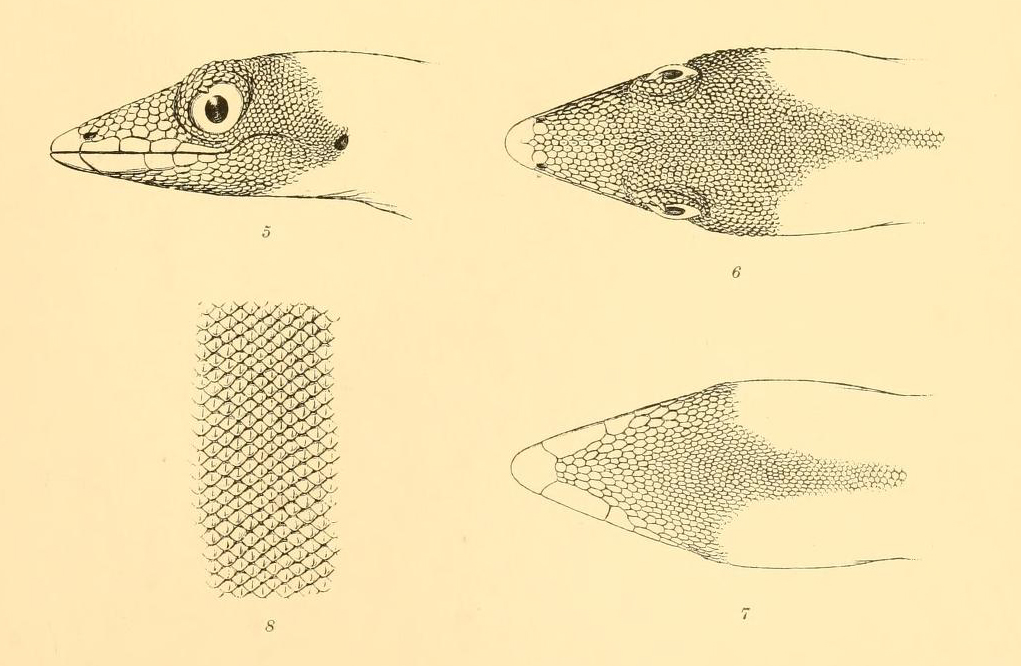